# Parque Nacional Montaña de Yoro
O Parque Nacional Montaña de Yoro é um parque nacional nas Honduras. Foi estabelecido no dia 1 de janeiro de 1987 e cobre uma área de 154,8 quilómetros quadrados. Tem uma altitude entre 1.800 e 2.245 metros.